# Phare de l'île Pájaros
Le phare de l'île Pájaros (en espagnol : Faro de la Isla Pájaros) est un phare actif situé au large de Limón, sur la petite île Pájaros dans la province de Limón au Costa Rica. Il est géré par l'Autorité portuaire de Puerto Limón.

## Histoire
Cette petite île se trouve à 500 mètres au large de la Baie Móin, à 5 km au nord-ouest de Puerto Limón.

## Description
Ce phare est une tour quadrangulaire métallique à claire-voie, avec une galerie et une balise de 20 m de haut. La pour est peinte en bandes horizontales rouges et blanches. Il émet un éclat blanc par période de 2,5 secondes. Sa portée n'est pas connue.
Identifiant : ARLHS : COS-... - Amirauté : J6067 - NGA : 110.16516 .

### Lien connexe
- Liste des phares du Costa Rica